# Xanthopimpla amphimelaena
Xanthopimpla amphimelaena är en stekelart som beskrevs av Henry Keith Townes, Jr. och Chiu 1970. Xanthopimpla amphimelaena ingår i släktet Xanthopimpla och familjen brokparasitsteklar. Inga underarter finns listade i Catalogue of Life.